# Ваља (Горж)
Ваља (рум. Valea) насеље је у Румунији у округу Горж у општини Болбоши. Oпштина се налази на надморској висини од 191 m.

## Становништво
Према подацима из 2002. године у насељу је живело 928 становника, од којих су сви румунске националности.